# アルプテギーン
アルプテギーン（ペルシア語: الپتگین Alp Tegīn、925年? - 963年）は、ガズナ朝の建国者（在位：962年 - 963年）。サーマーン朝のグラーム（テュルク系の軍人奴隷）の出身。
アルプテギン、アルプティギーンとも称される。

## 生涯
アルプテギーンはサーマーン朝の宮廷で近衛兵を務めており、ヌーフ1世治世下には軍のアミールとなった。そして、ヌーフの子でアミールのアブド・アル＝マリク1世治世下では、彼の近衛隊長に取り立てられた。アルプテギーンは宮廷で強い発言力を持ち、アブー・アリー・バルアミーを宰相の地位に推薦した。サーマーン朝に仕えていた時代のアルプテギーンが500の村、1,000,000頭の羊、馬・ラバ・ラクダ100,000頭、騎兵30,000を所有し、国内各地の主要都市に宮殿、庭園、ハンマーム（浴場）、宿舎を持っていたことが、セルジューク朝のニザームルムルクが著した『統治の書』に記されている。
アブド・アル＝マリク1世はアルプテギーンを宮廷に置くことを望まず、961年（962年）に彼をサーマーン朝の軍人の最高位であるホラーサーン地方の総督に任命した。同年にアブド・アル＝マリク1世の弟であるマンスール1世がアミールに即位することとなった。アルプテギーンは、アブド・アル＝マリク1世の息子が先代の後を継ぐものと考え、マンスールの即位に反対したため、ヌーフ2世によってホラーサーン総督の地位を解任された。
配下らを連れてバルフに逃れたアルプテギーンはフルムへ向かい、同地の峡谷において、ブハラサーマーン朝が派遣した討伐隊に勝利し、さらに南下してガズナに向かった。ガズナの支配者であるアブー・アリー・ラウイークを追放して町を占領し、独立した政権（ガズナ朝）を建てた。
独立後は外征に積極的な姿勢を示さず、963年に没した。
アルプテギーンの没後は、彼の奴隷であったサブク・ティギーンが後継者となり、以降世襲となったため、史料ではサブク・ティギーンがガズナ朝の創始者として扱われる。